# Istalif
Istalif bzw. Estalef (persisch استالف) ist die Hauptstadt des gleichnamigen Distrikts in der Provinz Kabul in Afghanistan etwa 34 Kilometer Luftlinie nordwestlich von Kabul.
Sie wurde von Alexander dem Großen gegründet und trug zunächst den Namen Istafil. Istafil stammt vom griechischen Wort σταφυλή ‚Weintraube‘, der Ortsname bedeutet also in etwa „Weinstraubenstadt“. Der Name hat sich jedoch im Laufe der Geschichte geändert. Aus Istafil (persisch استافيل) wurde Istalif. Die Namensänderung dürfte mit hoher Sicherheit kurz vor oder nach der Islamisierung Afghanistans um die 1. Jahrtausendwende vollzogen worden sein.
In der Stadt Istalif wohnten 1979 ca. 30.000 Menschen. Die Stadt liegt an der sogenannten „afghanischen Weinstraße“, zu der auch Tscharikar, Kuhdaman und Deh Sabz gehören. Berichten zufolge haben Taliban etliche Weinanbaugebiete in der Region vernichtet.
Die Stadt Istalif ist wegen ihres Weinanbaus und ihrer Keramik- und Kelimherstellung bekannt.
Paschtu: ولسوال Woloswal bzw. Oloswal ‚Volksautorität‘ verwaltet den Bezirk Istalif.